# کلاید تامبا
کلاید ویلیام تامبا (به انگلیسی: Clyde William Tombaugh) (زاده ۴ فوریه ۱۹۰۶ – درگذشته ۱۷ ژانویه ۱۹۹۷) ستاره‌شناس و نویسنده آمریکایی و کاشف سیاره کوتوله پلوتو بود. ناسا برای شادی روح این دانشمند که خدمات زیادی انجام داد، خاکستر جسد او را در داخل قوطی با فضاپیمای افق‌های نو به پلوتون فرستاد. کلاید تامبا آرزو داشت روزی به پلوتون سفر کند.
او کاشف ۱۴ سیارک نیز بوده است.
سیارک ۱۶۰۴ به نام این ستاره‌شناس نام‌گذاری شده است.